# Aeroporto Internacional Montréal-Mirabel
O Aeroporto Internacional Montréal-Mirabel, originalmente nomeada Aeroporto Internacional de Montréal e atualmente conhecida como Aeroporto Internacional de Mirabel ou simplesmente como Mirabel, é um grande aeroporto localizado em Mirabel (parte da região metropolitana de Montréal), província canadense de Québec. O Aeroporto Internacional Montréal-Mirabel localiza-se a cerca de 50 quilômetros do centro financeiro de Montréal, o principal centro urbano servido pelo aeroporto. Atualmente, o Aeroporto Internacional Montréal-Mirabel serve primariamente voos de carga, e é um centro de manufaturação da Bombardier, aonde o último pouso dos aviões CRJ700 e CRJ900 é realizado. É parte do Sistema Nacional de Aeroportos do Canadá.
O Aeroporto Internacional Montréal-Mirabel foi construído originalmente para tornar-se o principal centro operacional do leste canadense, durante o início da década de 1970 e também como principal porta de entrada para os Jogos Olímpicos de Verão de 1976. Porém, a localização do aeroporto e a falta de transporte adequado (especialmente vias expressas e trens interurbanos), bem como o declínio da economia de Montreal em relação a Toronto, fizeram do Aeroporto Internacional Montréal-Mirabel pouco popular entre linhas aéreas de passageiros. Eventualmente, o aeroporto foi relegado ao simples papel de um aeroporto de carga. O Aeroporto Internacional Montréal-Mirabel, inicialmente uma fonte de orgulho, eventualmente tornou-se uma dor de cabeça, e no Canadá, o aeroporto é visto como um desastre financeiro e como um dos piores exemplos de um megaprojeto mal-sucedido.

## História

### Desenvolvimento
Durante a década de 1960, o governo canadense começou a planejar novos aeroportos próximos às maiores cidades do país, Montréal e Toronto. O objetivo do governo canadense era diminuir o tráfego de aeronaves no Aeroporto Internacional Montréal-Dorval e no Aeroporto Internacional de Toronto, e desviar parte deste tráfego longe destas áreas, que já se haviam tornado densamente habitadas.
Os planos originais do governo canadense para o novo aeroporto internacional que serviria a região metropolitana de Montréal era construir este novo aeroporto no sudoeste da região metropolitana de Montréal, região bem conectada por várias estradas, vias expressas e ferrovias, bem como próxima o suficiente para atender eficientemente a população da cidade. Este novo aeroporto, além de servir a região metropolitana de Ottawa. Porém, o então Premier do Québec, Robert Bourassa, não queria que um projeto desta magnitude localizasse tão próxima da fronteira do Québec com o Ontário. Embora o então Primeiro-ministro do Canadá, Pierre Elliott Trudeau tenha sido culpado pela decisão final do governo canadense em construir o atual Aeroporto Internacional Montréal-Mirabel em sua atual localização, muitos historiadores atualmente reconhecem que foram primariamente disputas entre o governo federal do Canadá e do governo provincial do Québec, bem como o crescente nacionalismo québecois, os verdadeiros culpados.
O governo canadense e o governo do Quebéc eventualmente concordaram em construir este novo aeroporto ao norte da região metropolitana de Montréal, longe dos centros urbanos de Montréal, Laval, Longueuil, bem como Ottawa, as principais cidades que seriam servidas por este aeroporto. Esta estaria servida apenas pela Autoroute 15 (via expressa que conectaria o aeroporto com a distante Montréal). Conexões adicionais via Autoroute 13 e Autoroute 50 também foram planejadas, e a construção destas vias expressas foi iniciada durante a construção do aeroporto, mas nunca foram finalizadas.

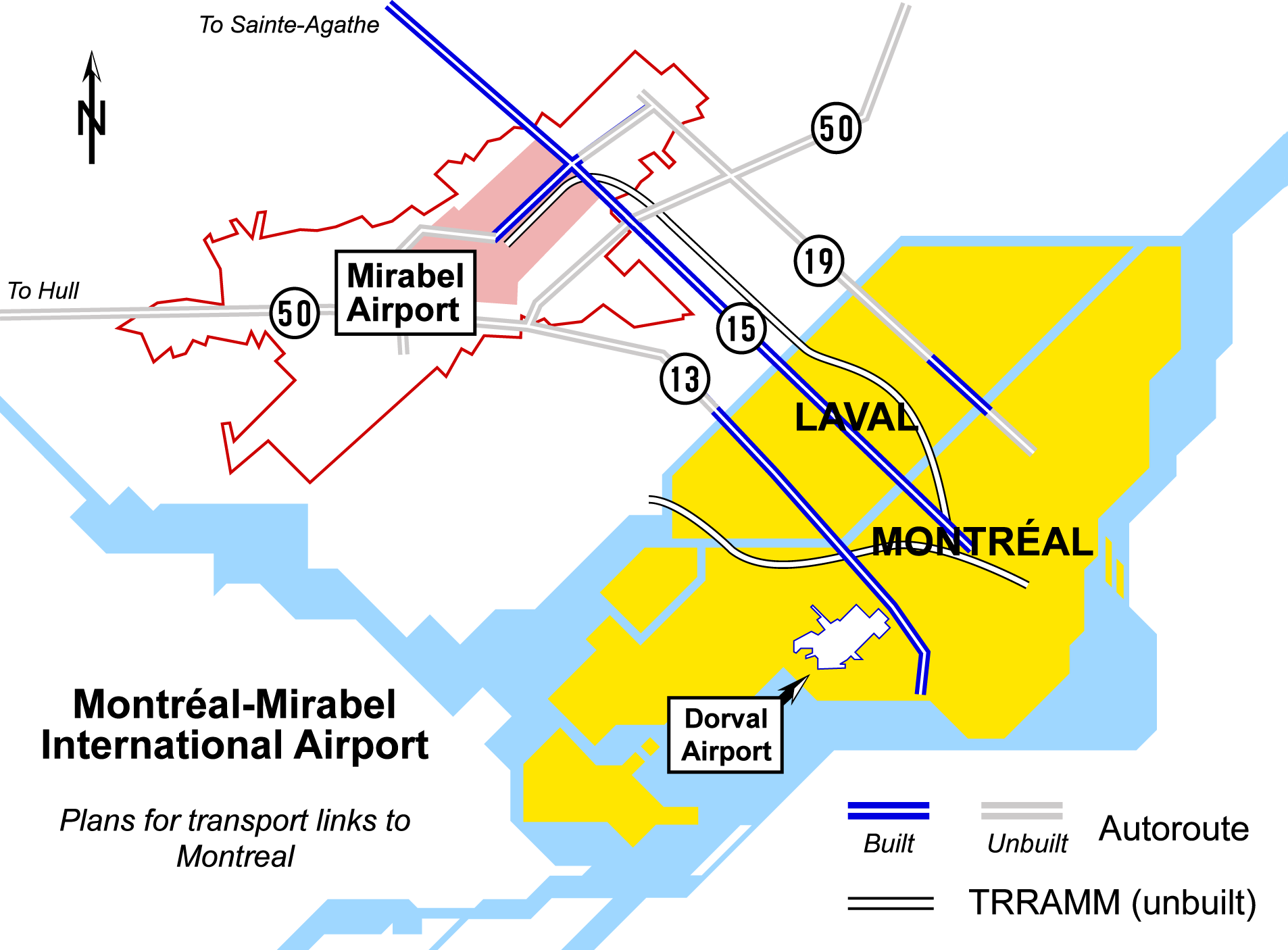
Vias de transporte conectando o Aeroporto Internacional Montréal-Mirabel com a região metropolitana de Montréal. Em azul, vias expressas já construídas. Em cinza, vias expressas planejadas mas nunca construídas. Em cinza escuro, a linha de TRRAMM, um trem de alta velocidade que conectaria o aeroporto com Montréal, e que nunca saiu do papel.

Juntamente com a construção deste novo aeroporto, que foi nomeado então de Aeroporto Internacional de Montréal, também foi planejada a construção de uma ferrovia, que forneceria serviço de trens de alta velocidade entre o aeroporto e Laval e Montréal. Estes trens, segundo o governo quebecóis, operariam a uma velocidade média de 60 a 75 quilômetros por hora. Este sistema de transporte público foi nomeado de Transport Rapide Régional Aéroportuaire Montréal-Mirabel (TRRAMM). Planejava-se a construção desta ferrovia em uma data posterior a inauguração do aeroporto. Porém, este projeto nunca saiu do papel. Planejava-se após a inauguração do TRRAMM uma possível expansão para outras partes da região metropolitana de Montréal. O TRRAMM, porém, enfrentou um grande obstáculo: a falta de verbas. Os governos do Canadá, do Québec e de Montreal nunca conseguiram coletar fundos suficientes para iniciar a construção deste sistema de transporte público, caro e ambicioso. Em valores atuais, apenas a rota Mirabel-Laval-Montréal custaria ao menos cerca de um bilhão de dólares canadenses. Eventualmente, a construção do TRRAMM foi cancelada, e o novo Aeroporto Internacional de Montréal seria obrigada a ser servida apenas por um sistema de estradas e vias expressas ineficientes. A única forma de transporte público entre Montreal e este novo aeroporto seria fornecida apenas por rotas expressas da Société de Transport de Montréal, a agência de transporte público urbano de Montréal.
Para a construção do novo Aeroporto Internacional de Montréal, o governo do Canadá expropriou uma área colossal de cerca de 88 mil acres, causando a ira dos habitantes da região, que foram foram forçados a mudarem-se. Esta expropriação fez então do novo Aeroporto Internacional de Montréal o maior aeroporto do mundo, em termos de área total administrada 2. Porém, a zona de operações propriamente dita - que inclui tudo o que foi eventualmente construído mais áreas para possíveis expansões futuras - é de apenas 17 mil acres, ou cerca de 19% da área total do aeroporto. O governo canadense planejava usar o resto do terreno como um amortecedor de poluição sonora e como uma zona de desenvolvimento industrial. Os planos de tornar a região uma zona de desenvolvimento industrial, porém, nunca saíram do papel. Os cerca de 3 mil habitantes das cidades de St. Scholastique, (que seria posteriormente renomeada de Mirabel), Saint-Jérôme e Sainte-Anne-des-Plaines, protestaram veemente contra a expropriação de suas terras. Mesmo assim, a construção do aeroporto iniciou-se em junho de 1970, sob a administração da BANAIM, uma organização governamental criada para construir o aeroporto.
O novo Aeroporto Internacional de Montréal foi inaugurado em 4 de outubro de 1975, bem a tempo para servir a região metropolitana de Montréal durante os Jogos Olímpicos de Verão de 1976, realizados em Montréal. Os Jogos Olímpicos colocaram Montréal aos olhos do mundo, e o novo Aeroporto Internacional de Montréal atendeu a inúmeros voos fretados relacionados aos Jogos Olímpicos. Por exemplo, a Qantas transportou a equipe olímpica da Austrália, de Sydney para Montréal utilizando-se do novo Aeroporto Internacional de Montréal.
```
Depois de 1976, com seu prestígio já quase acabado, a importância do aeroporto começou a cair.
```

### Década de 1980- tempos atuais

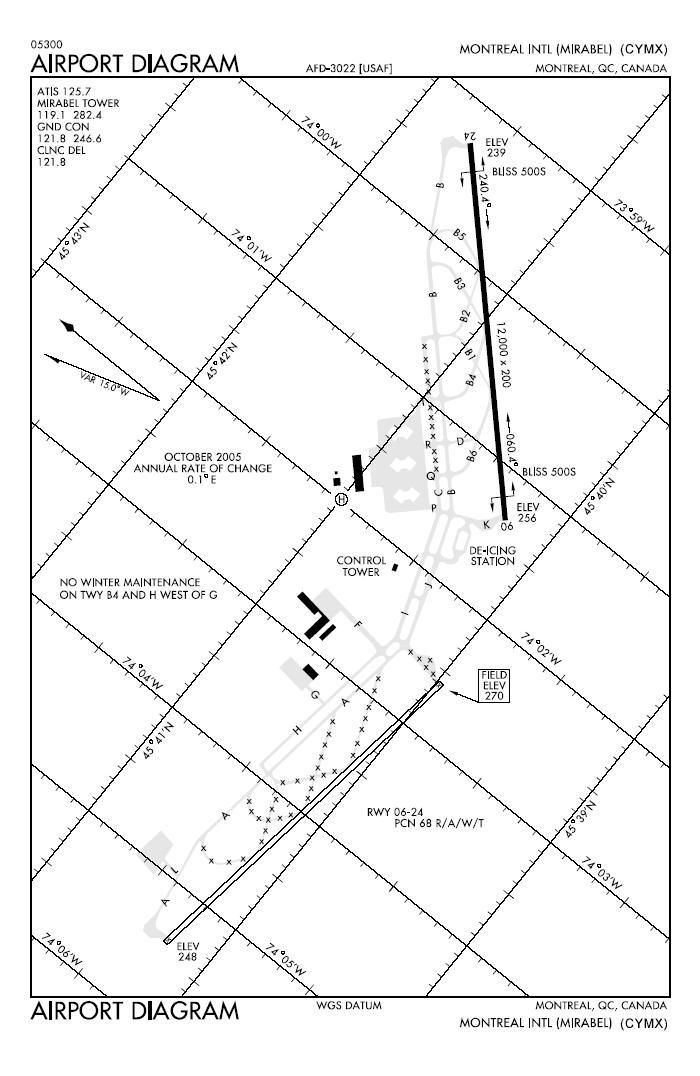
Diagrama aeroportuário do Aeroporto Internacional Montréal-Mirabel.

Durante o início da década de 1980, o novo Aeroporto Internacional de Montréal passou a ser administrada pela Aéroports de Montréal, uma companhia governamental recém-criada pelo governo do Québec, encarregada de administrar todos os aeroportos localizados dentro da região metropolitana de Montréal.
Um dos principais motivos da construção do novo Aeroporto Internacional de Montréal era que o Aeroporto Internacional Montréal-Dorval estava congestionado. Isto porque vários aviões que partiam de Toronto, Chicago e outros centros aeroportuários no interior do Canadá e dos Estados Unidos faziam uso do Aeroporto Internacional Montréal-Dorval como escala para reabastecimento, em voos trans-atlânticos, para destinos na Europa. Porém, durante a década de 1980, o crescente uso de aviões trans-atlânticos de longa distância (notavelmente, o Boeing 767), reduziu dramaticamente o tráfego aéreo no Aeroporto Internacional Montréal-Dorval. Para tentar garantir a sobrevivência do Aeroporto Internacional de Montréal, então já chamado de Aeroporto Internacional Montréal-Mirabel, a Aéroports de Montréal decidiu proibir operações de voos internacionais no Aeroporto Internacional de Montréal-Dorval por muitos anos, causando grande ressentimento entre a população de Montréal, que foram forçados a viajar longe da cidade para seus voos. Pior ainda, como a maioria dos voos domésticos continuaram a operar em Montréal-Dorval, os passageiros utilizando-se de voos domésticos para tomar conexões para voos internacionais (e vice-versa) foram obrigados a utilizar-se de longas viagens de ônibus entre Montréal-Dorval e Montréal-Mirabel.
O governo canadense previu que o Aeroporto Internacional Montréal-Dorval estaria completamente saturado por volta de 1985, como parte de sua justificativa para a construção de Montréal-Mirabel. O governo canadense, além disso, previu em sua justificativa que os aeroportos de Montréal-Mirabel e Montréal-Dorval movimentariam anualmente cerca de 20 milhões de passageiros, dos quais 17 milhões seriam movimentadas em Mirabel, uma previsão que atualmente sabe-se que é errada. Em 1991, Montréal-Mirabel e Montréal-Dorval movimentaram juntas cerca de 8 milhões de passageiros de cerca de 112 mil toneladas de carga, enquanto que o Aeroporto Internacional Lester B. Pearson movimentou 18.5 milhões de passageiros e cerca de 312 mil toneladas de carga. Mirabel sozinha nunca conseguiu movimentar mais do que 3 milhões de passageiros por ano, em sua existência como um aeroporto de passageiros.
É notável que nem o governo do Canadá nem o governo do Québec jamais consideraram fazer uso de uma emenda constitucional que proibisse voos comerciais de passageiros em Montréal-Dorval, e forçando as linhas aéreas operando em Montréal a operarem em Montréal-Mirabel. Um exemplo de um aeroporto bem-sucedido graças a uma emenda semelhante foi o Aeroporto Internacional de Dallas-Fort Worth, inaugurado na década de 1970 e que se tornou um dos aeroportos mais movimentados do mundo graças à proibição de voos comerciais de aviões com mais de 56 passageiros partindo de Love Field, distante a apenas 15 quilômetros do centro de Dallas, contra 35 de Dallas-Fort Worth.
A localização do Aeroporto Internacional Montréal-Mirabel, devido aos debates políticos entre o governo do Canadá e do Québec, bem como o crescente nacionalismo quebécois, foi um dos principais problemas que causaram a ociosidade do aeroporto. Porém, não foi o único. Foi a falha do governo do Canadá em forçar o fechamento do Aeroporto Internacional Montréal-Dorval (ou, ao menos, limitar Montréal-Dorval para o papel de um aeroporto regional) que fez de Montréal-Mirabel um aeroporto redundante, ocioso e muito caro. Um ativo aeroporto do porte de Montréal-Dorval, próximo aos centros urbanos que o aeroporto serve, fez de Montréal-Mirabel uma opção pouco atrativa e muito cara para passageiros e linhas aéreas. O fechamento de Montréal-Dorval teria justificado, ao menos em parte, o investimento do governo do Canadá e do Québec da construção de Montréal-Mirabel, tal como o governo de Hong Kong obrigou o fechamento de Kai Tak para dar lugar ao muito maior (e mais distante) Chep Lap Kok. Uma forte vantagem do Aeroporto Internacional Montréal-Mirabel é a sua grande capacidade de expansão, caso o movimento de passageiros tivesse crescido - ao contrário de Montréal-Dorval, completamente cercada por áreas urbanas, entre zonas industriais e residenciais.
A sobrevivência de Montréal-Dorval também significou deixar para trás verbas que poderiam ter sido conseguidas com a venda do terreno ocupado por Montréal-Dorval para imobiliárias. Alguns especialistas estimam que a venda do terreno onde está localizado Montréal-Dorval para imobiliárias privadas - que seriam responsáveis de desenvolver a região em bairros primariamente residenciais e comerciais - teria facilmente coberto o custo do TRRAMM e das vias expressas planejadas, e que nunca foram construídas.
Com dois ativos aeroportos em funcionamento, um servindo apenas voos domésticos (Montréal-Dorval) e outro servindo primariamente voos internacionais (Montréal-Mirabel), linhas aéreas que tinham a cidade de Montréal como base de operações (notavelmente, a Canadian Airlines) gradualmente mudaram-se em direção ao Aeroporto Internacional Lester B. Pearson. Em 1997, o número de passageiros utilizando-se de ambos Montréal-Dorval e Montréal-Mirabel era de 9 milhões, enquanto que Lester B. Pearson movimentara cerca de 26 milhões de passageiros.
Em setembro de 1997, a Aéroports de Montréal permitiu novamente a retomada de voos internacionais no Aeroporto Internacional Montréal-Dorval. Com isto, o número de passageiros utilizando-se do Aeroporto Internacional Montréal-Mirabel caiu drasticamente, de 2,25 milhões em 1997 para 1,18 milhão em 1998. Lentamente, linhas aéreas que operavam voos de passageiros em Montréal-Mirabel mudaram-se para Montréal-Dorval. A última linha aérea que continuou a operar em Montréal-Mirabel foi a Air Transat, que operava primariamente voos fretados. Esta companhia fora fundada em 1986, e iniciara suas operações em Montréal-Mirabel.
Em 2002, a Aéroports de Montréal anunciou sua decisão de fechar o terminal de passageiros de Montréal-Mirabel. Neste ano, o aeroporto movimentou cerca de 990 mil passageiros. Em 31 de outubro de 2004, vinte e nove anos depois de sua inaguração, o Aeroporto Internacional Montréal-Mirabel parou de movimentar voos de passageiros. O aeroporto continua atendendo voos de carga e voos da aviação geral. Porém, como muito da carga movimentada no aeroporto era transportada em aviões de passageiros, a tonelagem de carga movimentada anualmente caiu à medida que os voos de passageiros diminuiam no aeroporto, passando de 198 mil toneladas em 1997 para cerca de 85 mil toneladas em 2004.

## Arquitetura e desenho

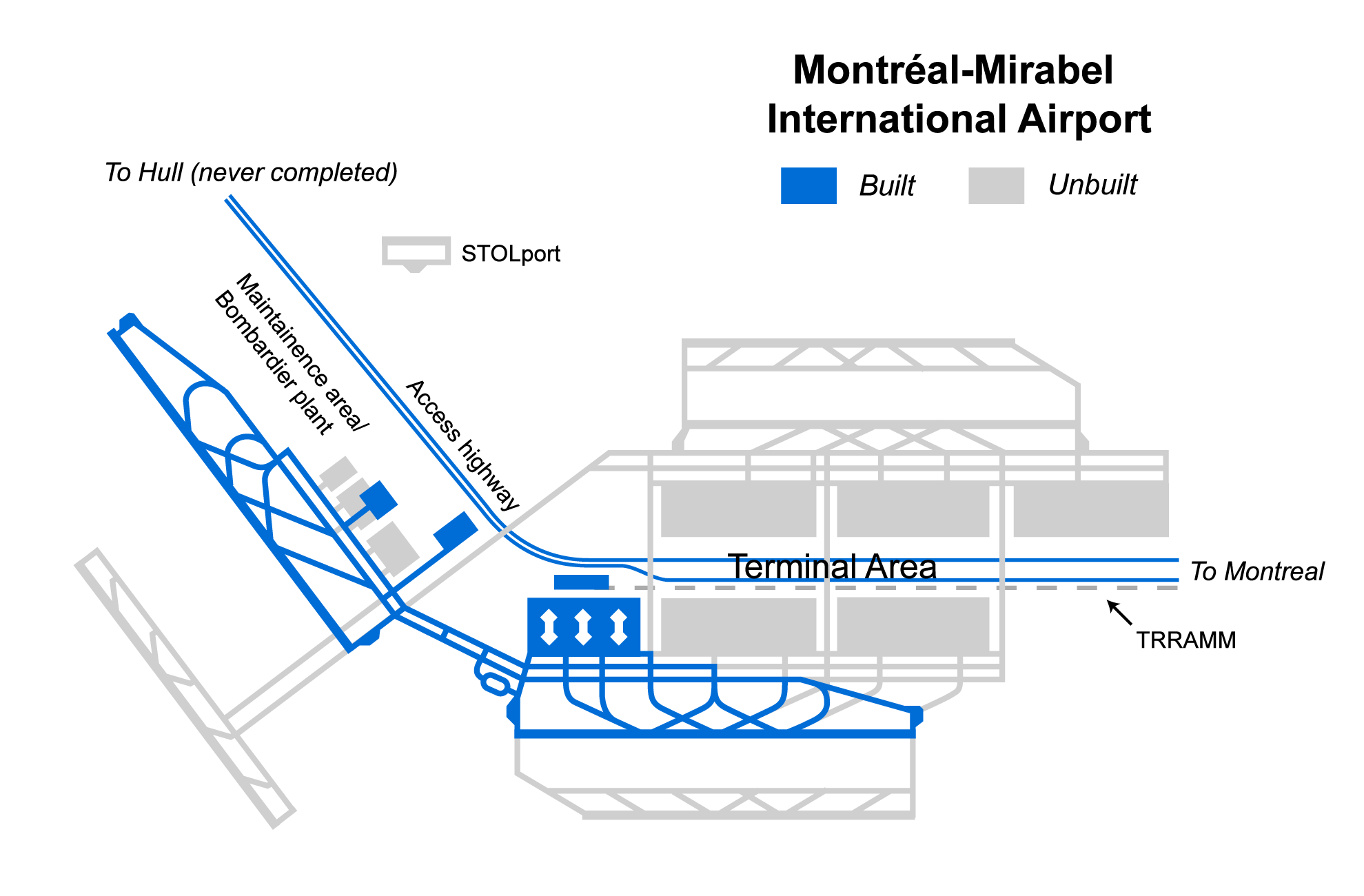
Mapa do Aeroporto Internacional Montréal-Mirabel. Em azul, as facilidades aeroportuárias já construídas durante a primeira fase da construção do aeroporto e em operação. Em cinza, áreas que estão planejadas para serem construídas, mas não o foram ainda.

O Aeroporto Internacional Montréal-Mirabel foi planejado para ser eventualmente expandido em um aeroporto com 6 pistas, bem como 6 terminais de carga e passageiros. Esta expansão seria realizada em fases que teria fim em 2025. Porém, o Aeroporto Internacional Montréal-Mirabel nunca passou da primeira fase de construção. Em outubro de 2005, a pista 11/29 foi fechada, deixando apenas a pista 06/24 operacional.
O Aeroporto Internacional Montréal-Mirabel é considerado um dos aeroportos mais bem planejados do mundo. Desde a vaga de estacionamento mais longe do terminal de passageiros até o avião, um passageiro pode caminhar apenas 200 metros. Uma estação de trem era para ter sido construída embaixo do terminal, para o planejado sistema de transporte público TRRAMM. Atualmente, o lugar onde estaria localizado este terminal de trem é utilizado como um estacionamento para as pessoas que trabalham no aeroporto.
Desenhado pelos arquitetos Papineau, Gérin e Lajole, o terminal de passageiros de Montréal-Mirabel foi o vencedor de um concurso de desenho e planejamento na Expo 67. Com longos painéis de vidro escuro, simples e minimalistas, no topo do andar principal do terminal de passageiros, esta foi considerada um triunfo arquitetônico quando o Aeroporto Internacional Montréal-Mirabel foi abeto. Seu primeiro e único terminal de passageiros foi desenhado e planejado para movimentar 6 a 7 milhões de passageiros por ano. Porém, o movimento de passageiros nunca ultrapassou metade de sua capacidade.
Os passageiros que utilizavam-se do Aeroporto Internacional Montréal-Mirabel caminhavam apenas cerca de 100 metros entre a entrada do terminal de passageiros e da área de embarque (e vice-versa, 100 metros entre a área de desembarque e a saída do terminal). O terminal possuía um total de 24 áreas de espera, porém, apenas 6 fingers (pontes de embarque). O aeroporto, por isto, precisou também operar um serviço de transporte de passageiros (terminal - avião - terminal), que era ativo quando as seis pontes de embarque estavam em uso, através de Veículos de Transporte de Passageiros, entre o terminal principal e o avião estacionado. O transporte de passageiros entre o avião e o terminal e vice-versa por vezes demorava mais de 45 minutos, e estes veículos constantemente sofriam falhas mecânicas, tornando ainda menos atrativo o Aeroporto Internacional Montréal-Mirabel para passageiros e linhas aéreas.

## Linhas aéreas
Dezessete linhas aéreas operavam originalmente voos de passageiros no Aeroporto Internacional de Montréal-Mirabel, incluindo a Air Canada, CP Air, Aeroflot, Air France, Swissair, KLM, El Al e a British Airways. Os principais destinos destas linhas aéreas estavam localizadas primariamente na Europa, bem como no Caribe e no México. Outras linhas aéreas que posteriormente operariam em Montréal-Mirabel incluem a Varig, Air India, Aeroméxico e a Air Transat. A última iniciou seus voos fretados de passageiros em Montréal-Mirabel (seu voo inaugural foi de Montréal para Acapulco), e continuou a operar no Aeroporto Internacional de Montréal-Mirabel até o fechamento desta para voos de passageiros em 2004. Então, a maior parte das outras linhas aéreas já haviam terminado seus voos em Montréal-Mirabel, tendo retornado estes voos para Montréal-Dorval ou mesmo cancelando os voos para a cidade.
Atualmente, o Aeroporto Internacional de Montréal-Mirabel não movimenta mais voos de passageiros. Com a atual expansão do terminal de passageiros do Aeroporto Internacional de Montréal-Dorval, que é atualmente nomeado oficialmente Aeroporto Internacional Pierre Elliott Trudeau, que foi concluido em 2010, expandindo a capacidade anual de passageiros de Montréal-Dorval de 10 para mais de 15 milhões de passageiros. No atual ritmo de crescimento do número de passageiros indo e vindo para Montréal, Montréal-Dorval deverá movimentar por cerca de três décadas, e com conforto, todos os voos de passageiros indo e vindo para a cidade. Após isto, existem possibilidades da reabertura de Montréal-Mirabel.